# Merschweiller
Merschweiller là một xã trong vùng Grand Est, thuộc tỉnh Moselle, quận Thionville-Est, tổng Sierck-les-Bains. Tọa độ địa lý của xã là 49° 27' vĩ độ bắc, 06° 25' kinh độ đông. Merschweiller nằm trên độ cao trung bình là 311 mét trên mực nước biển, có điểm thấp nhất là 185 mét và điểm cao nhất là 431 mét. Xã có diện tích 5,76 km², dân số vào thời điểm 1999 là 164 người; mật độ dân số là 28 người/km². Merschweiler nằm khoảng 21 km về phía đông bắc của Thionville, thuộc Pháp từ năm 1661.

## Thông tin nhân khẩu
| 1962 | 1968 | 1975 | 1982 | 1990 | 1999 |
| ---- | ---- | ---- | ---- | ---- | ---- |
| 175  | 180  | 170  | 173  | 166  | 164  |